# Japalura splendida
Espèce
Japalura splendida est une espèce de sauriens de la famille des Agamidae.

## Répartition
Cette espèce est endémique de République populaire de Chine. Elle se rencontre au Sichuan, au Tibet et au Guizhou.
Sa présence au Yunnan est incertaine.

## Publication originale
- Barbour & Dunn, 1919 : Two new Chinese Japaluras. Proceedings of the New England Zoological Club, vol. 7, p. 15-19 (texte intégral).